# Wehrkreis I (Königsberg)

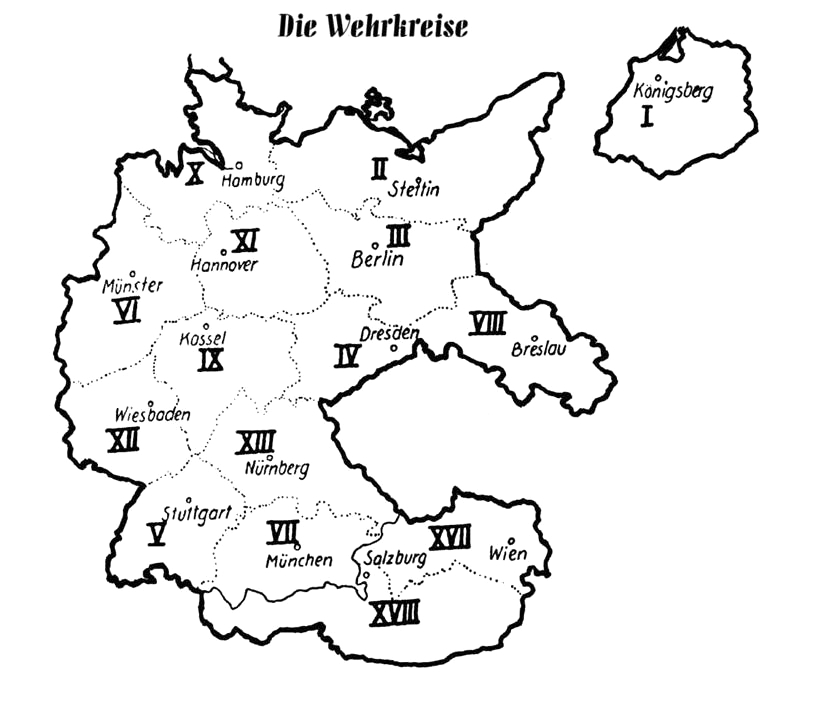
Die Wehrkreise des Deutschen Reiches nach dem „Anschluss“ Österreichs

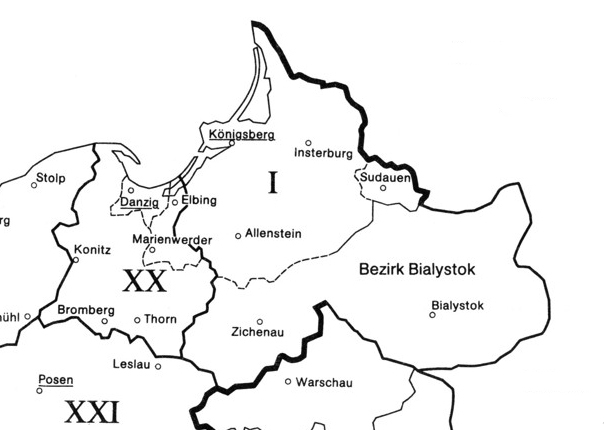
Karte des Wehrkreises I, 1943

Der Wehrkreis I (Königsberg) war eine militärische Verwaltungseinheit während der Zeit der Weimarer Republik und später des nationalsozialistischen Deutschen Reiches. Er bestand von 1919 bis 1945. Ihm oblag die militärische Sicherung der Provinz Ostpreußen sowie die Rekrutierung und Ausbildung von Soldaten für das Heer der Reichswehr bzw. der Wehrmacht in diesem Gebiet.
Es existierten Wehrersatzinspektionen, welche dem Wehrkreis I zugeordnet waren, in Königsberg und Allenstein.
Das Gebiet des Wehrkreis I bildete den Luftgau I.

## Befehlshaber
Befehlshaber des Wehrkreises I und Divisionskommandeure bis Oktober 1934 der 1. Division waren die Generale:
- Ludwig von Estorff (1919–1920)
- Johannes von Dassel (von März 1920 bis Mai 1920 als Stellvertreter, dann bis 1924 als Befehlshaber)
- Wilhelm Heye (1924–1926)
- Friedrich von Esebeck (1926–1929)
- Werner von Blomberg (1929–1933)
- Walther von Brauchitsch (1933–1938), letzter Kommandeur der 1. Division
- Georg von Küchler (1938–1939), erster Kommandeur der 1. Infanterie-Division
- Oskar von Hindenburg (1939), ab Januar 1941 bis Dezember 1944 Kommandeur des Kriegsgefangenenlagers im Wehrkreis
- Alfred von Vollard-Bockelberg (1939–1940)
- Wilhelm Ulex (1940–1941), ehemaliger Befehlshaber des Wehrkreises XI
- Peter Weyer (1941–1943), ehemaliger Befehlshaber des Wehrkreises X
- Albert Wodrig (1943–1944)
- Otto Lasch (1944–1945)

## Wehrkreiskommando I

### Geschichte
Ab 1919 lag der Stab im Kommandanturgebäude Hinterroßgarten 43, welches 1928 für 76000 RM verkauft wurde. Das Wehrkreisverwaltungsamt I war in der Wilhelmstraße 1–2, Königsberg. 1931 bezogen die Stäbe des Wehrkreiskommandos und der 1. Division Neubauten in der Cranzer Allee 36/40.

### Marineverbindungsoffiziere der Skl
Aus der Seekriegsleitung (Skl) wurden sogenannte Marineverbindungsoffiziere entsandt. Diese waren u. a.:
- Kapitänleutnant Hans-Georg von Friedeburg: von April 1928 bis Juni 1932
- Korvettenkapitän Gustav Kleikamp: von Oktober 1932 bis Juli 1933
- Korvettenkapitän Gustav Kieseritzky: von August 1922 bis September 1934

## Wehrkreis-Waffenmeisterei
Die Waffenmeisterei lag in der Rothensteiner Straße, Königsberg. Sie unterstand dem Heereszeugamt und beschäftigte bis zu 700 Handwerker und Arbeiter.

## Wehrkreis-Pfarrer, auch Wehrkreispfarrer I
In der Weimarer Republik war der Wehrkreispfarrer, einer für jeden der sieben Wehrkreise, dem Feldprobst, ab 1934 Feldbischof, unterstellt. 1933 stieg die Zahl auf 15 an. Die Wehrkreis-Pfarrer, bezeichnet als „ev.“ bzw. „kath. Wehrkreispfarrer“, unterstanden als Sachbearbeiter für Heeresseelsorgeangelegenheiten dem Stab des Wehrkreiskommandos.
Die Stellung als Pfarrer im Wehrkreis I war im ganzen Reich besonders bevorzugt, da die Predigten in der Krönungskirche der preußischen Könige abgehalten wurden.

### Katholische Wehrkreispfarrer
Nach dem Ersten Weltkrieg war Franz Rarkowski von Anfang 1920 bis Ende September 1927 katholischer Divisions- und Wehrkreis-Pfarrer.
1932 wurde der spätere Leitende Marinedekan Stanislaus Estevant (1882–1956) ernannt. Anschließend hatte bis zu seiner Zwangspensionierung 1933 Anton Poschmann (1894–1970) diese Position inne.

### Evangelische Wehrkreis-Pfarrer
Von 1921 bis 1926 war Albert Otto, später von 1940 bis 1943 Aufsichtsführender Pfarrer beim Militärbefehlshaber Belgien–Nordfrankreich und anschließend bis 1944 in gleicher Position beim Oberbefehlshaber West, Pfarrer des Wehrkreises I. Ab 1926 war es bis 1933 Ludwig Müller (späterer Reichsbischof der Deutschen Evangelischen Kirche (DEK) und Führungsperson der Deutschen Christen). Anschließend hatte Walter Trepte bis 1939 diese Position inne. Es folgte der in beiden Weltkriegen mehrfach ausgezeichnete Oberst und spätere Wehrmachtsdekan Stefan Gmeiner (1895–1952), welcher 1944 verletzungsbedingt durch Ewald Hage vertreten wurde.

## Staatliche Polizeibehörden und Dienststellen des Sicherheitsdienstes
Dem Wehrkreis waren entsprechende Polizeibehörden und Dienststellen des SD zugeordnet. So gab es eine Staatspolizei-/Kriminalpolizei-Leitstelle in Königsberg, eine Staatspolizeistelle/Kriminalpolizeistelle in Allenstein, Tilsit und Zichenau-Schröttersburg und weitere Staatspolizei-Außenstellen.
Höherer SS- und Polizeiführer (HSSPf) Nord–Ost, Wehrkreis I, waren:
- Wilhelm Redieß: von Juni 1938 bis Juni 1940
- Jakob Sporrenberg: von Juni 1940 bis Mai 1941
- Hans-Adolf Prützmann: Mai/Juni 1941

Von Dezember 1941 bis zu seiner Beurlaubung im Dezember 1944 war George Ebrecht Stellvertreter.

## Bekannte Personen
- Heinrich Graf zu Dohna-Schlobitten: ab 1939 Chef des Stabes und Widerstandskämpfer
- Hans Otto Erdmann: 1944 1. Generalstabsoffizier des Wehrkreises und Widerstandskämpfer
- Siegfried Hoffheinz: diente als Sanitätsoffizier im Wehrkreis
- Erich Koch: Reichsverteidigungskommissar des Wehrkreises
- Anton Kuhn (1901–1980): 1939 stellvertretender Wehrkreis-Pfarrer, später Wehrbereichsdekan der Bundeswehr
- Heinrich Graf von Lehndorff-Steinort: „Verbindungsoffizier“ des „Unternehmens Walküre“ zum Wehrkreis und Widerstandskämpfer
- Otto von Oelhafen: von Januar 1940 bis Oktober 1940 Inspekteur der Ordnungspolizei (IdO) im Wehrkreis
- Curt Pohlmeyer: von April 1939 bis Januar 1940 Inspekteur und Befehlshaber der Ordnungspolizei im Wehrkreis
- Theodor Rehberg (1881–1952): als Obermedizinalrat Tuberkulosefachberater des Wehrkreises, später im Wehrkreis IX[14][15]
- Walter von Reichenau: ab 1930 Chef des Stabes
- Friedrich Stahl: 1943 Personalreferent im Wehrkreis
- Wilhelm-Hunold von Stockhausen: 1944 Nachfolger von Oskar von Hindenburg als Kommandeur der Kriegsgefangenenlager des Wehrkreises